# Морское кладбище в Сете
Морское кладбище в Сете, официальное название — кладбище Сент-Шарль (фр. cimetière Saint-Charles); кладбище, расположенное на берегу Средиземного моря в городе Сет (Франция).

## Известные личности, похороненные на кладбище
- Поль Валери (1871—1945) — французский поэт
- Кольпи Анри (1921—2006) — французский кинематографист
- Жан Вилар (1912—1971) — французский театральный режиссёр, актёр